# Richard Scott (10e duc de Buccleuch)
Pour les articles homonymes, voir Richard Scott.
 (juin 2023).
Si vous disposez d'ouvrages ou d'articles de référence ou si vous connaissez des sites web de qualité traitant du thème abordé ici, merci de compléter l'article en donnant les références utiles à sa vérifiabilité et en les liant à la section « Notes et références ».
Richard Walter John Scott, 10e duc de Buccleuch et 12e duc de Queensberry, né le 14 février 1954, est un membre de la noblesse britannique et l'actuel chef du clan Scott. Il portait le titre subsidiaire de comte de Dalkeith jusqu'au décès de son père le 4 septembre 2007. 

## Biographie
Né en 1954, Scott est le fils de Walter Francis John Scott, neuvième duc de Buccleuch († 2007) et de son épouse, Jane McNeill,  il est baptisé et a la princesse Margaret pour marraine. Il étudie à Eton College, est Page d'Honneur de la reine-mère de 1967 à 1969. En 1973, son père hérite des titres de duc de Buccleuch et de Queensberry, et Scott porte alors le titre subsidiaire de comte de Dalkeith. Plus tard, il est diplômé de la Christ Church d'Oxford en 1976 avec une licence ès Arts.
Scott est pendant une brève période à la direction de Border Television de 1989 à 1990 et, en 1994, il rejoint la Commission du millénaire comme représentant du nord de l'Angleterre. Fait chevalier de l'Empire britannique (KBE) en 2000 pour ses services aux célébrations du millénaire, Scott quitte la commission en 2003. Le duc vit actuellement dans la région de Dabton Thornhill, dans le district de Dumfries and Galloway.
Le 4 septembre 2007, au décès de son père, il hérite des titres de duc de Buccleuch et de duc de Queensberry.

## Mariage et descendance
En 1981, il se marie avec Lady Elizabeth Kerr (née le 8 juin 1954 et morte le 30 avril 2023), une fille de Lord Peter Kerr, douzième marquis de Lothian (et une sœur de Michael Ancram), et ils ont quatre enfants :
- Lady Louisa Jane Therese Scott (née le 1er octobre 1982)
- Lord Walter John Francis Scott (né le 2 août 1984), comte de Dalkeith
- Lord Charles David Peter Scott (né le 20 avril 1987)
- Lady Amabel Montagu Douglas Scott (née le 23 juin 1992)